# Игры островов Индийского океана 1979
I Игры островов Индийского океана (фр. Jeux des îles de l'océan Indien 1979; англ. Indian Ocean Island Games 1979) прошли с 25 августа по 1 сентября 1979 года в Реюньоне. В соревнованиях приняло участие около 1000 спортсменов из 5 стран, которые состязались в 13 дисциплинах (бадминтон, баскетбол, бокс, велоспорт, волейбол, лёгкая атлетика, настольный теннис, парусный спорт, плавание, регби, теннис, тяжёлая атлетика, футбол).

## Медальный зачёт
| Место | Страна              | Золото | Серебро | Бронза | Всего |
| ----- | ------------------- | ------ | ------- | ------ | ----- |
| 1     | Реюньон             | 68     | 56      | 42     | 166   |
| 2     | Маврикий            | 31     | 44      | 38     | 113   |
| 3     | Сейшельские острова | 11     | 8       | 11     | 30    |
| 4     | Коморские острова   | 1      | 1       | 7      | 9     |
| 5     | Мальдивские острова | 0      | 1       | 2      | 3     |
| Всего | Всего               | 111    | 110     | 100    | 321   |